# Rajd Bułgarii 2002
Rajd Bułgarii 2002 (33. Rally Bulgaria - Albena) – 33. edycja rajdu samochodowego Rajd Bułgarii rozgrywanego w Bułgarii. Rozgrywany był od 24 do 26 maja 2002 roku. Była to dwunasta runda Rajdowych Mistrzostw Europy w roku 2002 (rajd miał najwyższy współczynnik – 20) oraz pierwsza runda Rajdowych Mistrzostw Bułgarii. Składał się z 24 odcinków specjalnych.

## Klasyfikacja rajdu
| Miejsce                          | Kierowca                     | Pilot                        | Samochód                      | Czas                         | Strata                       |                              |
| Klasyfikacja generalna i ERC     | Klasyfikacja generalna i ERC | Klasyfikacja generalna i ERC | Klasyfikacja generalna i ERC  | Klasyfikacja generalna i ERC | Klasyfikacja generalna i ERC | Klasyfikacja generalna i ERC |
| -------------------------------- | ---------------------------- | ---------------------------- | ----------------------------- | ---------------------------- | ---------------------------- | ---------------------------- |
| 1.                               | Leszek Kuzaj                 | Erwin Mombaerts              | Toyota Corolla WRC            | 2:56:57.0                    | 0.0                          |                              |
| 2.                               | Janusz Kulig                 | Jarosław Baran               | Ford Focus RS WRC '99         | 2:57:54.1                    | +57.1                        |                              |
| 3.                               | Alexander Lesnikov           | Andrey Rusov                 | Subaru Impreza WRC S7 '01     | 3:02:29.4                    | +5:32.4                      |                              |
| 4.                               | Dominique Bruyneel           | Francis Caesemaeker          | Toyota Celica GT-Four (ST205) | 3:07:41.7                    | +10:44.7                     |                              |
| 5.                               | Nikolay Zlatkov              | Violeta Nikolcheva           | Subaru Impreza WRC S5 '99     | 3:07:56.2                    | +10:59.2                     |                              |
| 6.                               | Tihomir Zlatkov              | Konstantza Tomova            | Ford Escort RS Cosworth       | 3:10:45.5                    | +13:48.5                     |                              |
| 7.                               | Ivan Marinov                 | Stefan Cholakov              | Mitsubishi Lancer Evo VI      | 3:10:58.5                    | +14:01.5                     |                              |
| 8.                               | Chris Vlaar                  | Bart van Riemsdijk           | Mitsubishi Lancer Evo VI      | 3:11:45.4                    | +14:48.4                     |                              |
| 9.                               | Georgi Geradzhiev jr.        | Nikola Popov                 | Peugeot 206 S1600             | 3:17:02.7                    | +20:05.7                     |                              |
| 10.                              | Hristo Stoilov               | Rumen Delev                  | Ford Escort RS Cosworth       | 3:26:35.4                    | +29:38.4                     |                              |
| Klasyfikacja mistrzostw Bułgarii |                              |                              |                               |                              |                              |                              |
| 1.                               | Nikolay Zlatkov              | Violeta Nikolcheva           | Subaru Impreza WRC S5 '99     | 3:07:56.2                    | -                            |                              |
| 2.                               | Tihomir Zlatkov              | Konstantza Tomova            | Ford Escort RS Cosworth       | 3:10:45.5                    | +2:49.3                      |                              |
| 3.                               | Ivan Marinov                 | Stefan Cholakov              | Mitsubishi Lancer Evo VI      | 3:10:58.5                    | +3:02.3                      |                              |
| 4.                               | Georgi Geradzhiev jr.        | Nikola Popov                 | Peugeot 206 S1600             | 3:17:02.7                    | +9:06.5                      |                              |
| 5.                               | Hristo Stoilov               | Rumen Delev                  | Ford Escort RS Cosworth       | 3:26:35.4                    | +18:39.2                     |                              |